# Moundville (Alabama)
Moundville é uma cidade  localizada no estado americano do Alabama, no Condado de Hale e Condado de Tuscaloosa.

## Demografia
Segundo o censo americano de 2000, a sua população era de 1809 habitantes.
Em 2006, foi estimada uma população de 2324, um aumento de 515 (28.5%).

## Geografia
De acordo com o United States Census Bureau, a localidade tem uma área de 10,3 km², dos quais 10,2 km² cobertos por terra e 0,1 km² cobertos por água.

## Localidades na vizinhança
O diagrama seguinte representa as localidades num raio de 32 km ao redor de Moundville.